# 咎瓦尤斯

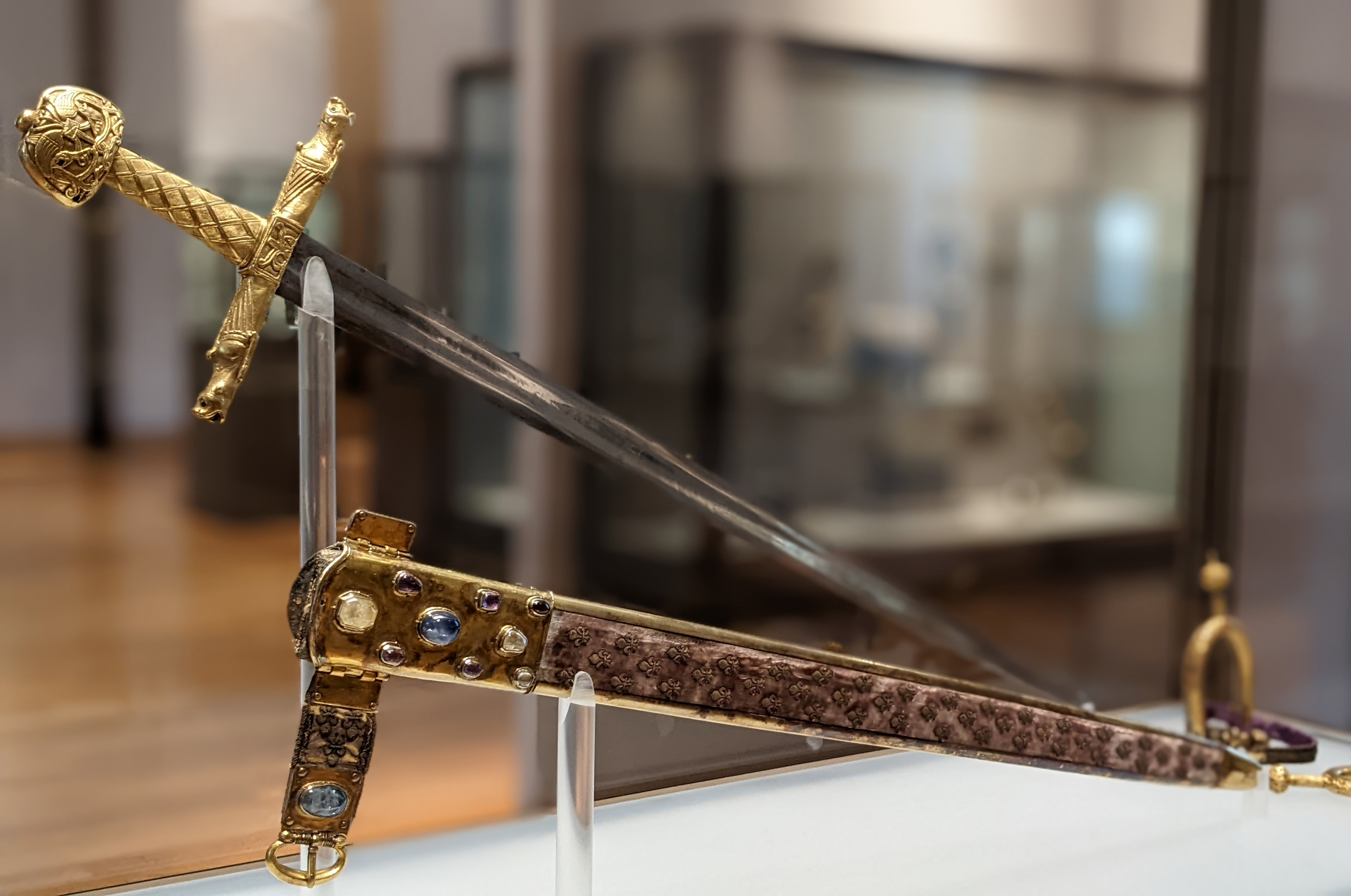
咎瓦尤斯與其劍鞘在2012年於法國國立中世紀博物館展出。

咎瓦尤斯（法語：Joyeuse，發音：[ʒwaˈjøz]，古法語：Joiuse）是傳說中查里曼所持有的寶劍，意譯為「歡樂」。咎瓦尤斯是將朗基努斯之槍的槍頭裝入劍柄中打造而成；另一些傳說中指刀刃是由和羅蘭的迪朗達爾以及俄吉的慈悲之劍相同材質打造。根據《羅蘭之歌》描述，咎瓦尤斯是查里曼的佩劍，它的外觀顏色一天會改變三十次。

## 儀式劍

路易十四與咎瓦尤斯

自1270年，法蘭西國王腓力三世到1824年查理十世的加冕典禮中，一把被認為是曾經查里曼所持有的咎瓦尤斯被當作儀式用劍使用。這把劍被放置在聖但尼聖殿至少直到1505年，在1793年被移動到羅浮宮。
現存的咎瓦尤斯在數世紀間為加冕儀式用而增加了不少部件，不過核心部分是一把中世紀的劍身，外型是奧克紹特刀劍分類法中的XII號，可以追溯到10世紀左右。

## 外型
咎瓦尤斯全長105公分，劍身部分長82.8公分，劍身末端寬4.5公分，厚度為2.2公分，總重1630克。根據羅浮宮官方網站的資料。劍柄製於10到11世紀間；護手製於12世紀；劍鞘則完成於13世紀。 

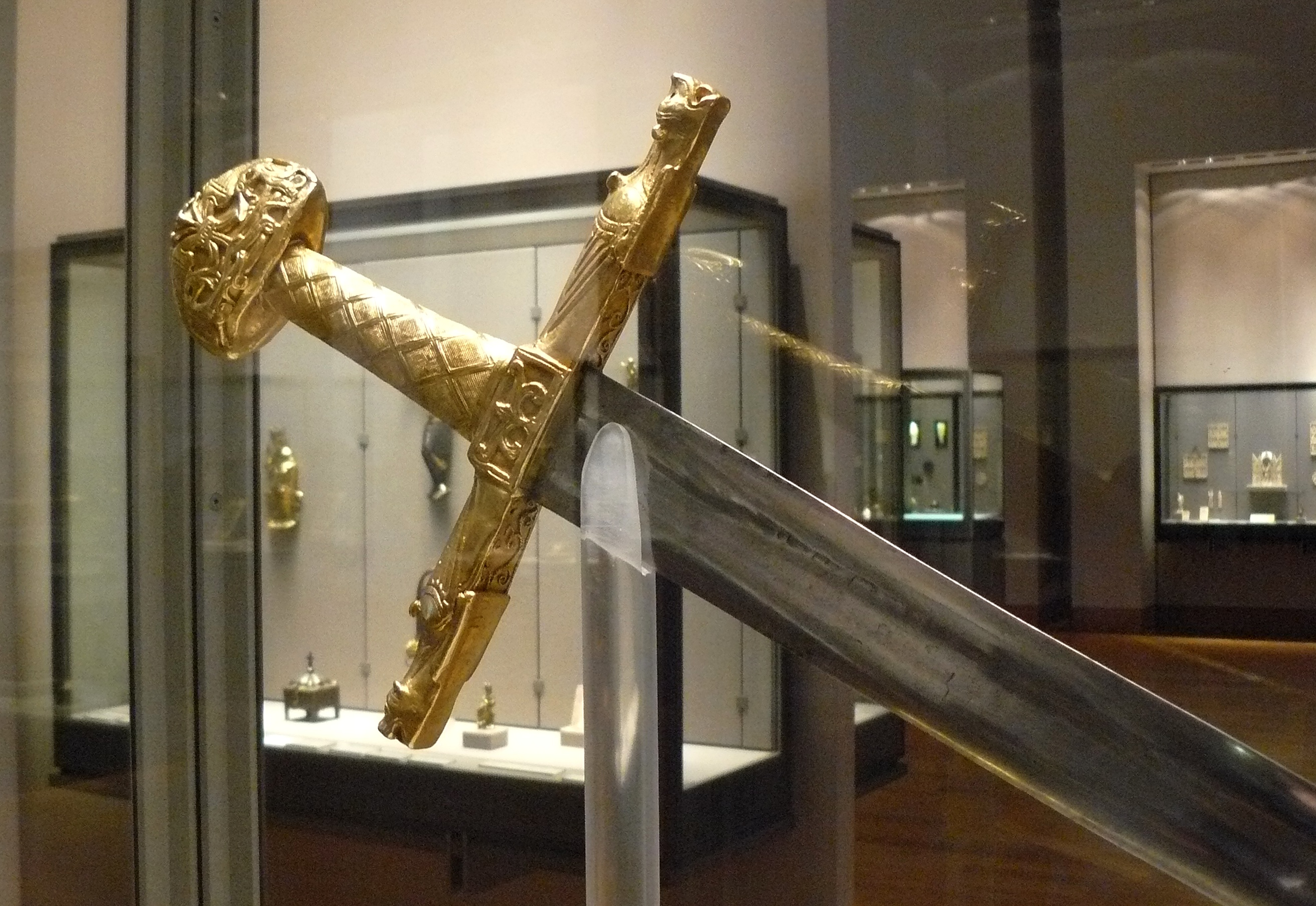
咎瓦尤斯於羅浮宮展出